# David Gallego
David Gallego Rodríguez (Súria, 26 gennaio 1972) è un allenatore di calcio ed ex calciatore spagnolo, di ruolo centrocampista.